# 인투 더 포레스트
《인투 더 포레스트》(영어: Into the Forest)는 2015년 공개된 캐나다의 종말물 드라마 독립 영화이다. 엘리엇 페이지와 에번 레이철 우드가 아버지를 여의고 함께 생존을 모색하는 자매를 연기하였다.

## 줄거리
근미래를 배경으로 대륙 전체에 대규모 정전이 이어지는 가운데 두 십대 자매 넬과 이바가 숲 근방 외딴 집에 낙오된 채 어렵게 생존해나간다.

## 출연
- 엘런 페이지 - 넬 역
- 에번 레이철 우드 - 이바 역
- 캘럼 키스 레니 - 로버트, 아버지 역
- 마이클 에클런드 - 스탠 역
- 맥스 밍겔라 - 일라이, 넬의 남자친구 역
- 조대나 라기 - 마고 역
- 사이먼 롱모어 - 모터사이클 타는 남자 역
- 베서니 브라운 - 갭스 역
- 웬디 크루슨 - 엄마 역
- 론 카디널

## 기타 제작진
- 총괄 제작: 마고 핸드
- 미술: 제러미 스탠브리지
- 세트: 섀넌 고틀리브
- 의상: 에이샤 리